# Paracaesio
Paracaesio – rodzaj ryb z rodziny lucjanowatych.

## Klasyfikacja
Gatunki zaliczane do tego rodzaju:

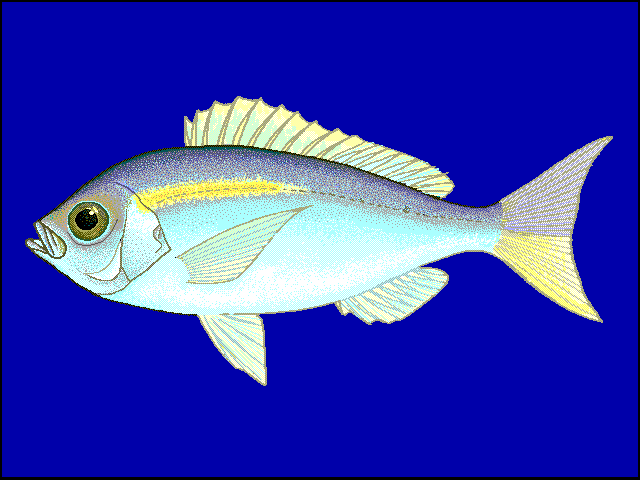
Paracaesio brevidentata
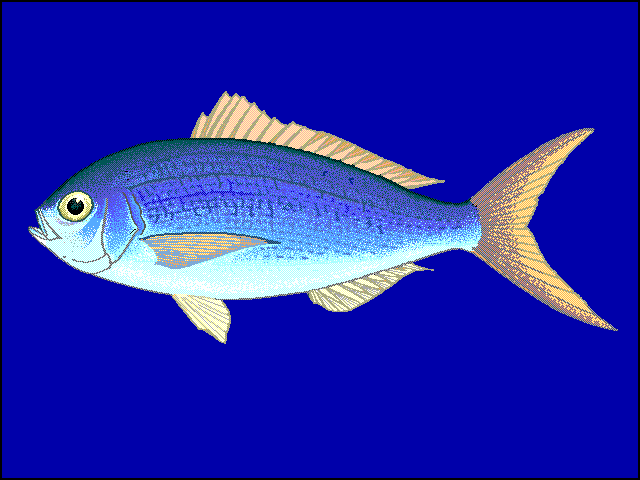
Paracaesio caerulea
- Paracaesio gonzalesi
- Paracaesio kusakarii
- Paracaesio paragrapsimodon
- Paracaesio sordida
- Paracaesio stonei
- Paracaesio waltervadi
- Paracaesio xanthura

- Paracaesio gonzalesi
- Paracaesio sordida